# (14023) 1994 PX31
A (14023) 1994 PX31 a Naprendszer kisbolygóövében található aszteroida. Eric Walter Elst fedezte fel 1994. augusztus 12-én.

## Kapcsolódó szócikk
- Kisbolygók listája (14001–14500)